# 4504 Jenkinson
4504 Jenkinson (1989 YO) là một tiểu hành tinh vành đai chính được phát hiện ngày 21 tháng 12 năm 1989 bởi Robert H. McNaught ở Siding Spring.